# Rawa Pening

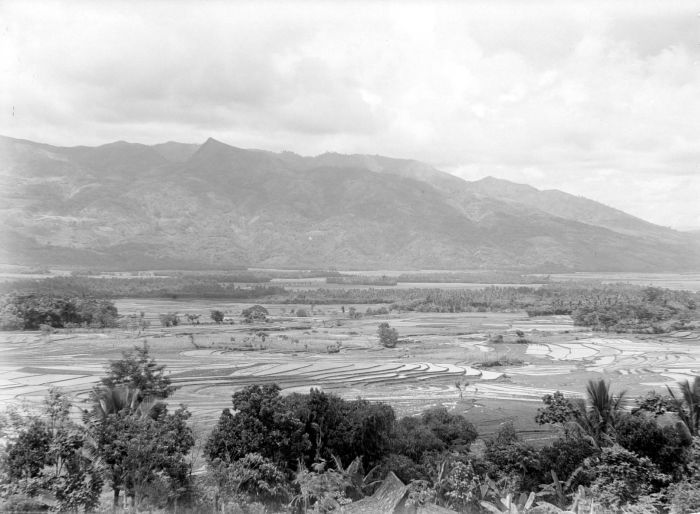
Rizières avec le Rawa Pening au fond en 1913

Le Rawa Pening (du javanais rawa, « marais et hening, « calme ») est un lac d'eau douce d'Indonésie, situé dans la province de Java central, sur l'île de Java. Son utilisation intensive par l'homme (énergie, irrigation, pêche) et l'accroissement des dépôts sédimentaires devrait conduire à son assèchement complet vers 2021. 

## Géographie

### Localisation
Le lac est situé dans le bassin volcanique d'Ambarawa, entre les villes d'Ambarawa et Salatiga.

### Description
Sa superficie varie entre 2 500 et 2 650 hectares. 

## Histoire
La formation du lac se situe entre -18000 et -13500 après une période d'intenses précipitations. Il atteint sa plus grande superficie entre -11000 et -9500 et sa taille actuelle vers -6000. 

## Utilisation
Le lac est principalement utilisé comme source d'énergie hydroélectrique grâce au barrage situé sur la rivière Tuntang. La pêche est une ressource secondaire pour les populations riveraines du lac ainsi que l'irrigation des rizières situées sur ses rives. 

## Faune et flore

### Une flore invasive

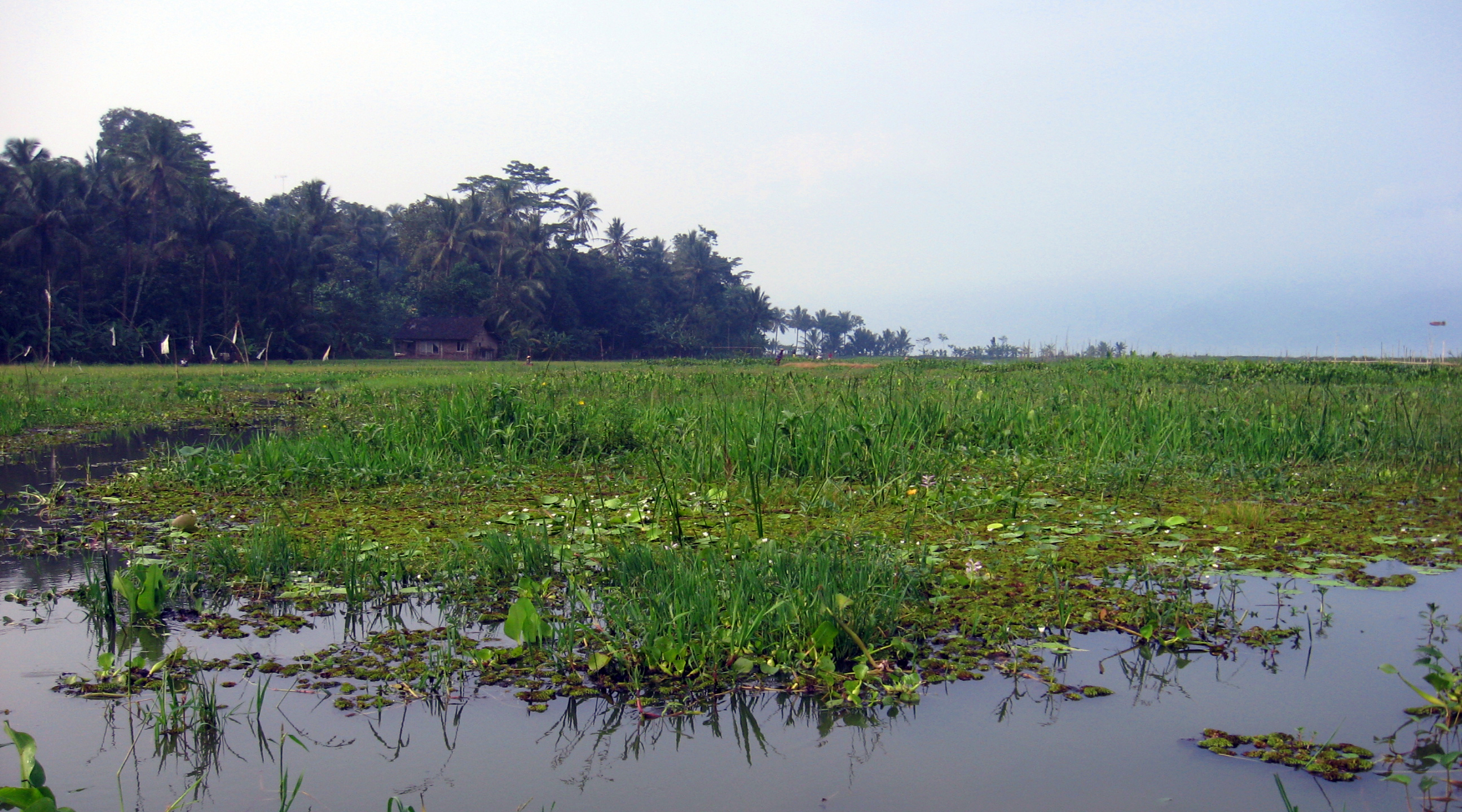
Espèces végétales flottant à la surface du lac.

Le lac recèle un nombre important d'espèces végétales. En 1949, elles sont estimées à une vingtaine jusqu'en 1972, où on comptabilise 19 espèces végétales aquatiques, parmi lesquelles Panicum repens, la Jacinthe d'eau (Eichhornia crassipes), Salvinia cucullata et Hydrilla verticillata et 71 espèces semi-aquatiques. Selon Soenarto Hardjosuwarno, Panisium repens est la principale espèce responsable de la formation d'îles flottantes à la surface du lac, à laquelle participent également Eichhornia crassipes et Salvinia cucullata. La présence des plantes aquatiques, telles qu’Hydrilla verticillatta, est liée aux tourbières proches, qui atteignent par endroits deux mètres d'épaisseur. 
Selon Tri Retnaningsih Soeprobowati, chercheuse à l'université Diponegoro de Semarang, le lac pourrait s'assécher à l'horizon 2021 à cause de l'accroissement des dépôts sédimentaires. La quantité de dépôts varie de 270 à 880 kilogrammes par jour, totalisant environ 780 tonnes par an. Ces dépôts ont provoqué un abaissement du niveau du lac de l'ordre de 29 % depuis 1989. Les causes cet abaissement seraient multiples, à commencer par la présence de la Jacinthe d'eau. L'introduction de poissons tels que la Carpe des roseaux (Ctenopharyngodon idella) et l'utilisation d'herbicides ciblés permettraient d'endiguer la croissance des végétaux invasifs.

## Sources de traduction
- (en) Cet article est partiellement ou en totalité issu de l’article de Wikipédia en anglais intitulé « Lake Rawa Pening » (voir la liste des auteurs).